# Combois àrtics de la Segona Guerra Mundial
Els combois àrtics de la Segona Guerra Mundial eren combois oceànics que navegaven des del Regne Unit, Islàndia i Amèrica del Nord fins als ports del nord de la Unió Soviètica, principalment Arkhangelsk i Múrmansk a Rússia. Hi va haver 78 combois entre l'agost de 1941 i el maig de 1945, navegant per diversos mars dels oceans Atlàntic i Àrtic, amb períodes sense sortides durant diversos mesos el 1942 i els estius de 1943 i 1944.
Uns 1.400 vaixells mercants van lliurar subministraments essencials a la Unió Soviètica en el marc de l'Acord Anglosoviètic i el programa de préstec i arrendament dels Estats Units, escortats per vaixells de la Royal Navy, la Royal Canadian Navy i la US Navy. Es van perdre vuitanta-cinc vaixells mercants i 16 vaixells de guerra de la Royal Navy (dos creuers, sis destructors i vuit altres vaixells d'escorta). La Kriegsmarine de l'Alemanya nazi va perdre diversos vaixells, incloent-hi un cuirassat, tres destructors, 30 submarins i molts avions. Els combois van demostrar el compromís dels aliats d'ajudar la Unió Soviètica, abans de l'obertura d'un segon front, i van immobilitzar una part substancial de les forces navals i aèries alemanyes.

## Fons
Durant la Primera Guerra Mundial (1914–1918), els bloquejos de les Potències Centrals van aturar el trànsit entre la Rússia Imperial i els seus aliats a través del mar Negre i el Bàltic. Les autoritats tsaristes van accelerar el desenvolupament d'un port lliure de gel a Romanov-on-Murman; no obstant això, els subministraments que arribaven a través de l'Àrtic van arribar massa pocs i massa tard per evitar el col·lapse aliat al front oriental. Però l'operació de Múrmansk va demostrar i establir la viabilitat d'una línia de subministrament àrtic de material militar .
El juny de 1941, les potències europees de l'Eix van llançar l'operació Barbarroja, envaint la Unió Soviètica. El mes següent, Gran Bretanya i la Unió Soviètica van formar una aliança, l'Acord Anglosoviètic. Gran Bretanya va proporcionar ràpidament ajuda material a l'URSS a partir de l'agost, incloent-hi tancs i avions, per intentar mantenir el seu nou aliat en la guerra contra les potències de l'Eix. Una de les principals vies de subministrament va ser a través de l'Iran. Les dues nacions van començar una ocupació conjunta de l'Iran a finals d'agost, per neutralitzar la influència alemanya. La Unió Soviètica es va unir a la Segona Conferència Interaliada a Londres al setembre. La URSS es va convertir a partir de llavors en un dels "Tres Grans" aliats de la Segona Guerra Mundial juntament amb Gran Bretanya i, a partir del desembre, els Estats Units, lluitant contra les potències de l'Eix. El programa americà de préstec i arrendament es va convertir en llei el març de 1941. Va proporcionar a Gran Bretanya i la Unió Soviètica material bèl·lic limitat a partir de l'octubre d'aquell any. El programa va començar a augmentar d'escala durant el 1943. La Commonwealth britànica i, en menor mesura, la Unió Soviètica van respondre amb un programa de préstec i arrendament invers més petit.

## Organització del comboi

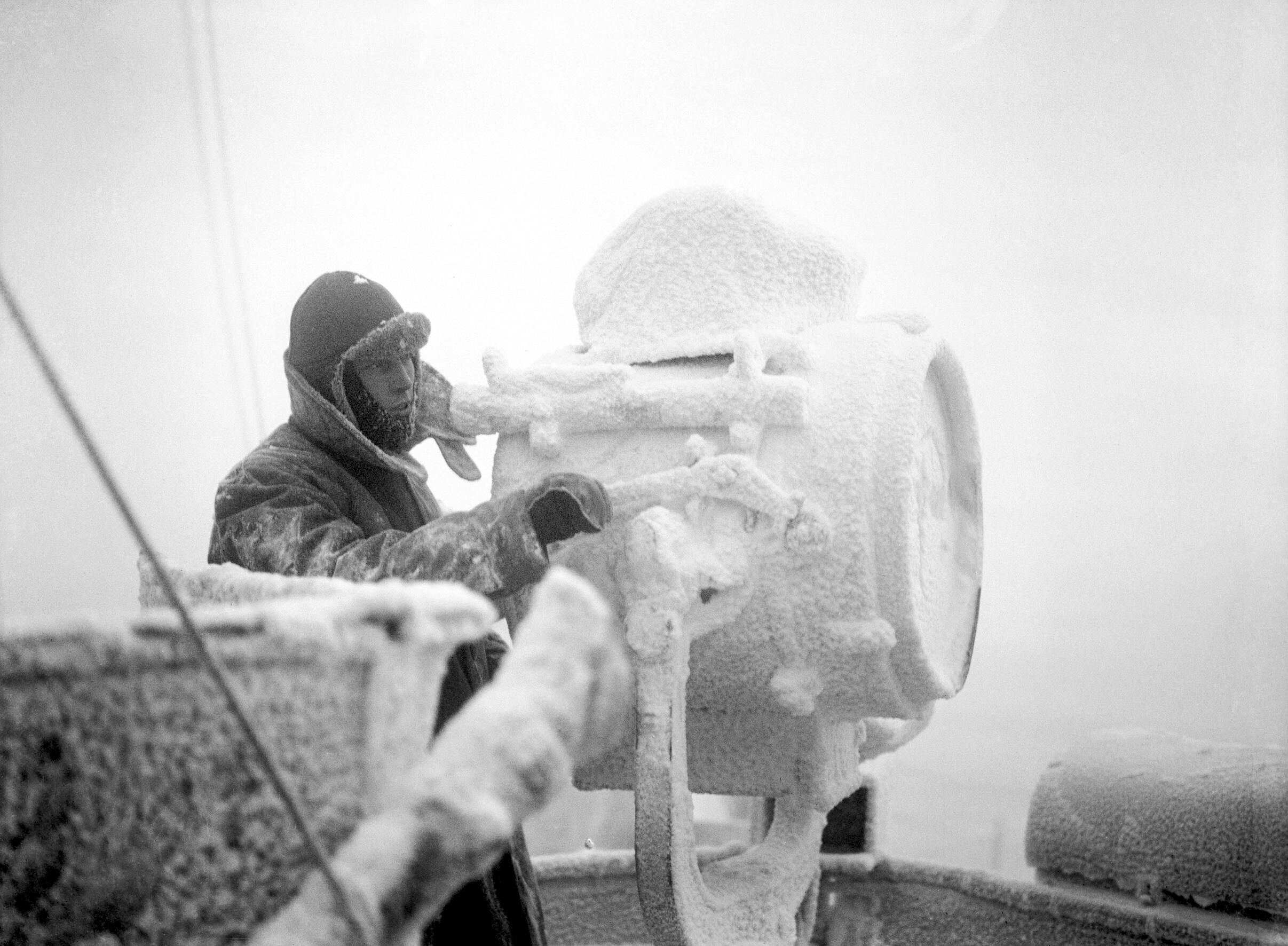
Es forma gel en un projector de senyals de 20 polzades (51 cm) al creuer HMS Sheffield, que formava part d'una escorta d'un comboi àrtic cap a la Unió Soviètica

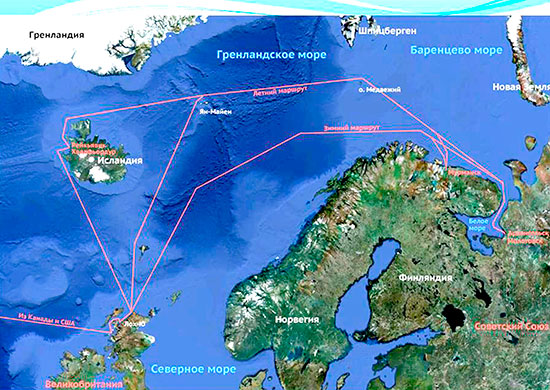
Rutes dels combois aliats del nord. 1941–1945

Després del primer comboi, anomenat Operació Dervish a l'agost de 1941, els combois àrtics van circular en dues sèries:
- La primera sèrie, PQ (de sortida) i QP (de tornada a casa), va funcionar des del setembre de 1941 fins al setembre de 1942. Aquests combois circulaven dues vegades al mes, amb interrupcions a l'estiu de 1942, quan la sèrie es va suspendre després del desastre del Comboi PQ 17, i de nou a la tardor després del darrer comboi de la sèrie, el Comboi PQ 18, a causa de les llargues hores de llum i els preparatius per a l'operació Torxa del novembre de 1942 .
- La segona sèrie de combois, JW (de sortida) i RA (de tornada), va funcionar des del desembre de 1942 fins al final de la guerra, tot i que amb interrupcions a l'estiu de 1943 i de nou a l'estiu de 1944.

Els combois sortien d'Islàndia (normalment de Hvalfjörður) i viatjaven al nord de l'illa de Jan Mayen fins a Arkhangelsk quan el gel ho permetia durant els mesos d'estiu, desplaçant-se cap al sud a mesura que augmentava la banquisa i acabant a Múrmansk. A partir del febrer de 1942 es reunien i salpaven del llac Ewe a Escòcia.
Es va planejar que els combois de sortida i de tornada circulessin simultàniament; una escorta propera acompanyava els vaixells mercants fins al port, i es quedava per fer el viatge de tornada posterior, mentre que també es proporcionava una força de cobertura d'unitats de superfície pesades per protegir-se contra les sortides de vaixells com el Tirpitz. Les escortes acompanyarien el comboi de sortida fins a un punt de pas, trobant-se i després conduint el comboi de tornada, mentre l'escorta propera acabava el viatge amb els seus carregats.
La ruta vorejava la Noruega ocupada cap als ports soviètics. Els perills particulars incloïen:
- la proximitat de les forces aèries, submarines i de superfície alemanyes
- la probabilitat de mal temps
- la freqüència de la boira
- els forts corrents i la barreja d'aigües fredes i càlides, que dificultaven l'ús de l'ASDIC
- gel a la deriva
- l'alternança entre les dificultats de navegar i mantenir la cohesió dels combois en la foscor constant en els combois d'hivern o ser atacat les 24 hores del dia amb llum de dia constant en els combois d'estiu

## Combois notables

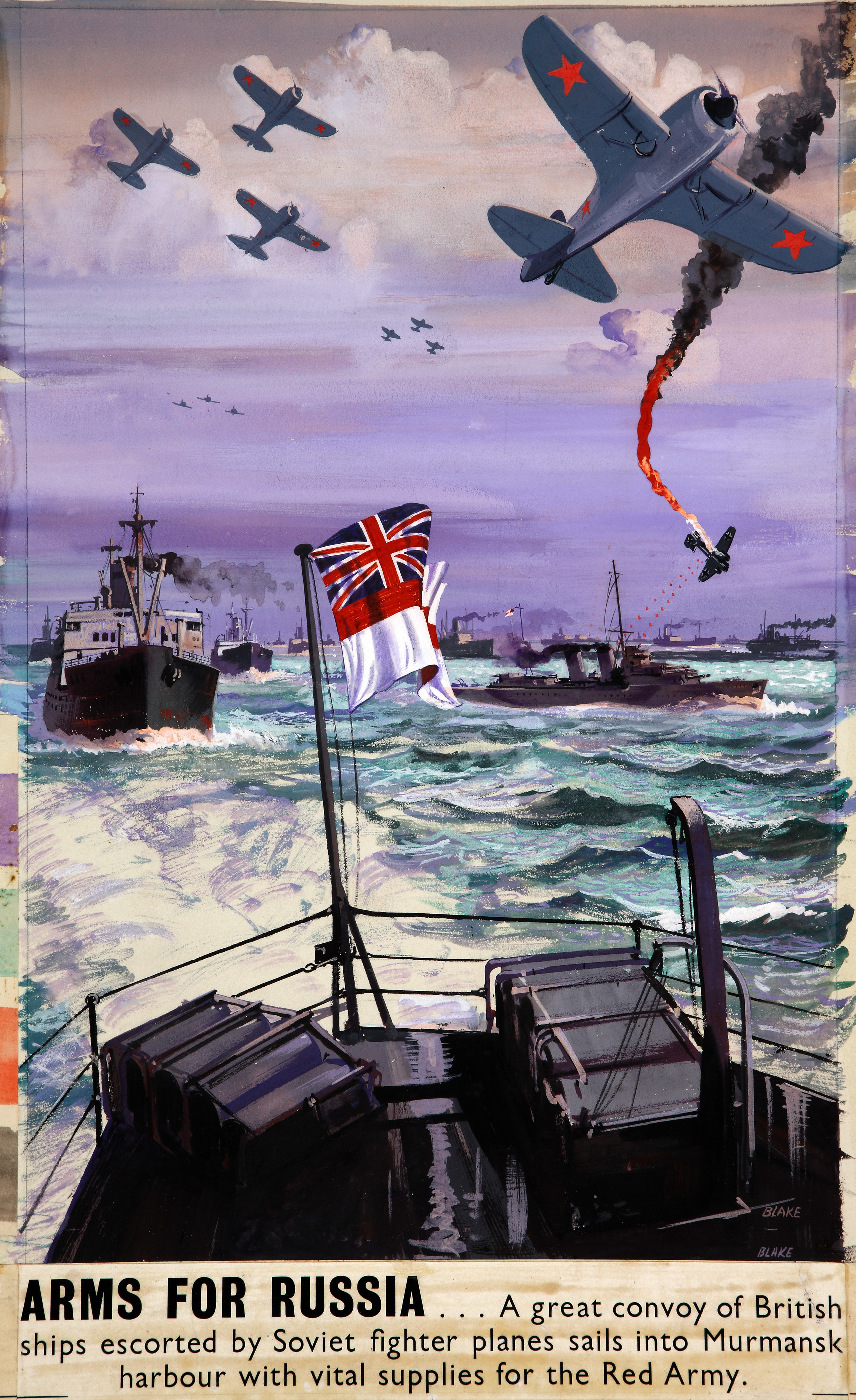
Un cartell britànic de temps de guerra sobre els combois àrtics

- El comboi "Dervish" es va reunir a Hvalfjörður i va salpar el 21 d'agost de 1941.[1] Va arribar al seu destí, Archangel, deu dies després. El comboi era relativament petit i només constava de sis vaixells mercants : Lancastrian Prince , New Westminster City , Esneh , Trehata , el vell Llanstephan Castle , el petrolier de flota Aldersdale i el carguer holandès Alchiba. El comodor era el capità JCK Dowding RNR. Les escortes comprenien els dragamines oceànics HMS Halcyon, Salamander i Harrier, els destructors HMS Electra, Active i Impulsive i els vaixells d'arrossegament antisubmarins HMS Hamlet, Macbeth i Ophelia. Com a prova del domini astut de la propaganda de Churchill, a bord del Llanstephan Castle  hi havia dos periodistes i l'artista Felix Topolski.[11]
- El 30 de maig de 1942, van arribar els vaixells supervivents del Comboi PQ 16, la majoria a Múrmansk i vuit a Archangel; el comboi va ser un èxit tan gran pel que fa als subministraments de guerra lliurats que els alemanys van fer més esforços per interrompre els següents combois. Els vaixells grua del PQ 16, inclòs el SS Empire Elgar, van romandre a Archangel i Molotovsk descarregant combois durant més de 14 mesos.
- El juliol de 1942, el comboi PQ 17 va patir les pitjors pèrdues de qualsevol comboi de la Segona Guerra Mundial. Sota l'atac d'avions i submarins alemanys, el comboi va rebre l'ordre de dispersar-se, després d'informes que un grup de batalla, que incloïa el cuirassat Tirpitz, havia salpat per interceptar el comboi (tot i que el grup alemany no va sortir del port fins a l'endemà, i posteriorment va rebre l'ordre de tornar al port). Només 11 dels 35 vaixells mercants del comboi van aconseguir superar la prova dels submarins i els bombarders alemanys. La novel·la HMS Ulysses (1955) d'Alistair MacLean conté esdeveniments ficticis que recorden el PQ 17 i altres esdeveniments històrics.
- La batalla del mar de Barents: el desembre de 1942, les forces de superfície alemanyes, incloent-hi el creuer pesant Admiral Hipper i el cuirassat de butxaca Lützow, van navegar per interceptar el comboi JW 51B. La força alemanya va ser repel·lida per una força combinada de destructors i creuers.
- El desembre de 1943, el comboi JW 55B va ser l'objectiu del cuirassat alemany Scharnhorst. Dues forces de vaixells de guerra britànics es trobaven a la zona. A la batalla del Cap Nord, el Scharnhorst es va trobar amb creuers britànics i va ser enfonsat pel HMS Duke of York i els seus escortes en una acció nocturna abans que pogués tornar a port. Els destructors alemanys van fallar el comboi, que havia estat desviat cap al nord basant-se en la intel·ligència del moviment de resistència noruec.

## Llistat de combois de l'Àrtic

### 1941
| Sortida |                                                                                         | Tornada |                                                                                      |
| ------- | --------------------------------------------------------------------------------------- | ------- | ------------------------------------------------------------------------------------ |
| Dervish | salpà de Hvalfjörður, Islàndia, 21 d'agost; arribà a Arkhangelsk, Russia, el 31 d'agost |         |                                                                                      |
| PQ 1    | salpà de Hvalfjörður el 29 de setembre; arribà a Arkhangelsk l'11 d'octubre             | QP 1    | salpà d'Arkhangelsk el 28 de setembre; arribà a Scapa Flow, Escòcia, el 10 d'octubre |
| PQ 2    | salpà de Liverpool, el 13 d'octubre; arribà a Arkhangelsk el 30 d'octubre               |         |                                                                                      |
| PQ 3    | salpà de Hvalfjörður el 9 de novembre; arribà a Arkhangelsk el 22 de novembre           | QP 2    | salpà d'Arkhangelsk el 3 de novembre; arribà a Kirkwall, Escòcia, el 17 de novembre  |
| PQ 4    | salpà de Hvalfjörður el 17 de novembre; arribà a Arkhangelsk el 28 de novembre          |         |                                                                                      |
| PQ 5    | salpà de Hvalfjörður el 27 de novembre; arribà a Arkhangelsk el 13 de desembre          | QP 3    | salpà d'Arkhangelsk el 27 de novembre; dispersat, arribà el 3 de desembre            |
| PQ 6    | salpà de Hvalfjörður el 8 de desembre; arribà a Murmansk el 20 de desembre              | QP 6    | arribà a Scapa Flow, Escòcia, 29 de desembre                                         |
| PQ 7a   | salpà de Hvalfjörður el 26 de desembre; arribà a Murmansk el 12 de gener de 1942        | QP 4    | salpà d'Arkhangelsk el 29 de desembre; dispersat, arribà a el 9 de gener             |
| PQ 7b   | salpà de Hvalfjörður el 31 de desembre; arribà a Murmansk l'11 de gener                 |         |                                                                                      |

### 1942
| Sortida                | | Tornada |                                                                            |
| ---------------------- | --- | ------- | -------------------------------------------------------------------------- |
| PQ 8                   | salpà de Hvalfjörður el 8 de gener; arribà a Arkhangelsk el 17 de gener                                                                                 | QP 5    | salpà de Murmansk el 13 de gener; dispersat, arribà el 19 de gener         |
| PQ 9 i PQ 10 combinats | salpà de Reykjavík, Islàndia l'1 de febrer; arribà a Murmansk el 10 de febrer                                                                           | QP 6    | salpà de Murmansk el 24 de gener; dispersat, arribà el 28 de gener         |
| PQ 11                  | salpà de Loch Ewe, Escòcia el 7 de febrer; salpà de Kirkwall 14 de febrer; arribà a Murmansk el 22 de febrer                                            | QP 7    | salpà de Murmansk el 12 de febrer; dispersat, arribà el 15 de febrer       |
| PQ 12                  | salpà de Reykjavík l'1 de març; arribà a Murmansk el 12 de març                                                                                         | QP 8    | salpà de Murmansk l'1 de març; arribà a Reykjavík l'11 de març             |
| PQ 13                  | salpà de Reykjavík el 20 de març; arribà a Murmansk el 31 de març                                                                                       | QP 9    | salpà de Kola Inlet el 21 de març; arribà a Reykjavík el 3 abril           |
| PQ 14                  | salpà de Oban, Escòcia el 26 de març; arribà a Murmansk el 19 abril                                                                                     | QP 10   | salpà de Kola Inlet el 10 abril; arribà a Reykjavík el 21 abril            |
| PQ 15                  | salpà de Oban el 10 abril; arribà a Murmansk el 5 de maig                                                                                               | QP 11   | salpà de Murmansk el 28 abril; arribà a Reykjavík el 7 de maig             |
| PQ 16                  | salpà de Reykjavík el 21 de maig ; arribà a Murmansk el 30 de maig                                                                                      | QP 12   | salpà de Kola Inlet el 21 de maig ; arribà a Reykjavík el 29 de maig       |
| PQ 17                  | salpà de Reykjavik el 27 de juny; dispersat, arribà el 4 de juliol                                                                                      | QP 13   | salpà d'Arkhangelsk 26 de juny; arribà a Reykjavík el 7 de juliol          |
|                        | (les sortides d'agost van ser postposades) |         | (les sortides d'agost van ser postposades)                                 |
| PQ 18                  | salpà de Loch Ewe el 2 de setembre; arribà a Arkhangelsk el 21 de setembre: va ser el primer comboi que portà un portaavions d'escorta (el HMS Avenger) | QP 14   | salpà d'Arkhangelsk el 13 de setembre; arribà a Loch Ewe el 26 de setembre |
|                        | (cicle PQ finalitzat) | QP 15   | salpà de Kola Inlet el 17 de novembre; arribà a Loch Ewe el 30 de novembre |
| Operació FB            | travesses de vaixells independents sense escorta |         | (cicle QP acabat)                                                          |
| JW 51A                 | salpà de Liverpool el 15 de desembre; arribà a Kola Inlet el 25 de desembre                                                                             |         |                                                                            |
| JW 51B                 | salpà de Liverpool el 22 de desembre; arribà a Kola Inlet el 4 de gener 1943; vegeu batalla del mar de Barents                                          | RA 51   | salpà de Kola Inlet el 30 de desembre; arribà a Loch Ewe el 11 de gener    |

### 1943
| Sortida | | Tornada |                                                                           |
| ------- | --- | ------- | ------------------------------------------------------------------------- |
| JW 52   | salpà de Liverpool el 17 de gener; arribà a Kola Inlet el 27 de gener                                      | RA 52   | salpà de Kola Inlet el 29 de gener; arribà a Loch Ewe el 9 de febrer      |
| JW 53   | salpà de Liverpool el 15 de febrer; arribà a Kola Inlet el 27 de febrer                                    | RA 53   | salpà de Kola Inlet l'1 de març; arribà a Loch Ewe el 14 de març          |
|         | (el cicle va ser postposat durant l'estiu)                                                                 |         | (el cicle va ser postposat durant l'estiu)                                |
| JW 54A  | salpà de Liverpool el 15 de novembre; arribà a Kola Inlet el 24 de novembre                                | RA 54A  | salpà de Kola Inlet l'1 de novembre; arribà a Loch Ewe el 14 de novembre  |
| JW 54B  | salpà de Liverpool el 22 de novembre; arribà a Arkhangelsk el 3 de desembre                                | RA 54B  | salpà d'Arkhangelsk el 26 de novembre; arribà a Loch Ewe el 9 de desembre |
| JW 55A  | salpà de Liverpool 12 de desembre; arribà a Arkhangelsk 22 de desembre                                     | RA 55A  | salpà de Kola Inlet 22 de desembre; arribà a Loch Ewe 1 de gener 1944     |
| JW 55B  | salpà de Liverpool el 20 de desembre; arribà a Archangel el 30 de desembre; vegeu batalla del Cap del Nord | RA 55B  | salpà de Kola Inlet el 31 de desembre; arribà a Loch Ewe el 8 de gener    |

### 1944
| Sortida |                                                                             | Tornada |                                                                            |
| ------- | --------------------------------------------------------------------------- | ------- | -------------------------------------------------------------------------- |
| JW 56A  | salpà de Liverpool el 12 de gener; arribà a Archangel el 28 de gener        |         |                                                                            |
| JW 56B  | salpà de Liverpool el 22 de gener; arribà a Kola Inlet l'1 de febrer        | RA 56   | salpà de Kola Inlet el 3 de febrer; arribà a Loch Ewe l'11 de febrer       |
| JW 57   | salpà de Liverpool el 20 de febrer; arribà a Kola Inlet el 28 de febrer     | RA 57   | salpà de Kola Inlet el 2 de març; arribà a Loch Ewe el 10 de març          |
| JW 58   | salpà de Liverpool el 27 de març; arribà a Kola Inlet el 4 abril            | RA 58   | salpà de Kola Inlet el 7 abril; arribà a Loch Ewe el 14 abril              |
|         | (escorts only to Murmansk)                                                  | RA 59   | salpà de Kola Inlet 28 abril; arribà a Loch Ewe 6 de maig                  |
|         | (el cicle va ser postposat durant l'estiu)                                  |         | (el cicle va ser postposat durant l'estiu)                                 |
| JW 59   | salpà de Liverpool el 15 d'agost; arribà a Kola Inlet el 25 d'agost         | RA 59A  | salpà de Kola Inlet el 28 d'agost; arribà a Loch Ewe el 5 de setembre      |
| JW 60   | salpà de Liverpool el 15 de setembre; arribà a Kola Inlet el 23 de setembre | RA 60   | salpà de Kola Inlet el 28 de setembre; arribà a Loch Ewe el 5 d'octubre    |
| JW 61   | salpà de Liverpool el 20 d'octubre; arribà a Kola Inlet el 28 d'octubre     | RA 61   | salpà de Kola Inlet el 2 de novembre; arribà a Loch Ewe el 9 de novembre   |
| JW 61A  | salpà de Liverpool el 31 d'octubre; arribà a Murmansk el 6 de novembre      | RA 61A  | salpà de Kola Inlet el 11 de novembre; arribà a Loch Ewe el 17 de novembre |
| JW 62   | salpà de Loch Ewe el 29 de novembre; arribà a Kola Inlet el 7 de desembre   | RA 62   | salpà de Kola Inlet el 10 de desembre; arribà a Loch Ewe el 19 de desembre |
| JW 63   | salpà de Loch Ewe el 30 de desembre; arribà a Kola Inlet el 8 de gener 1945 | RA 63   | salpà de Kola Inlet el 11 de gener; arribà a Loch Ewe el 21 de gener       |

### 1945
| Sortida |                                                                             | Tornada |                                                                        |
| ------- | --------------------------------------------------------------------------- | ------- | ---------------------------------------------------------------------- |
| JW 64   | salpà de Clyde, Escòcia el 3 de febrer; arribà a Kola Inlet el 15 de febrer | RA 64   | salpà de Kola Inlet el 17 de febrer; arribà a Loch Ewe el 28 de febrer |
| JW 65   | salpà de Clyde el 11 de març; arribà a Kola Inlet el 21 de març             | RA 65   | salpà de Kola Inlet el 23 de març; arribà a Loch Ewe l'1 d'abril       |
| JW 66   | salpà de Clyde el 16 d'abril; arribà a Kola Inlet el 25 d'abril             | RA 66   | salpà de Kola Inlet el 29 d'abril; arribà a Clyde el 8 de maig         |
| JW 67   | salpà de Clyde el 12 de maig ; arribà a Kola Inlet el 20 de maig            | RA 67   | salpà de Kola Inlet el 23 de maig ; arribà a Clyde el 30 de maig       |

## Propòsit i impacte estratègic

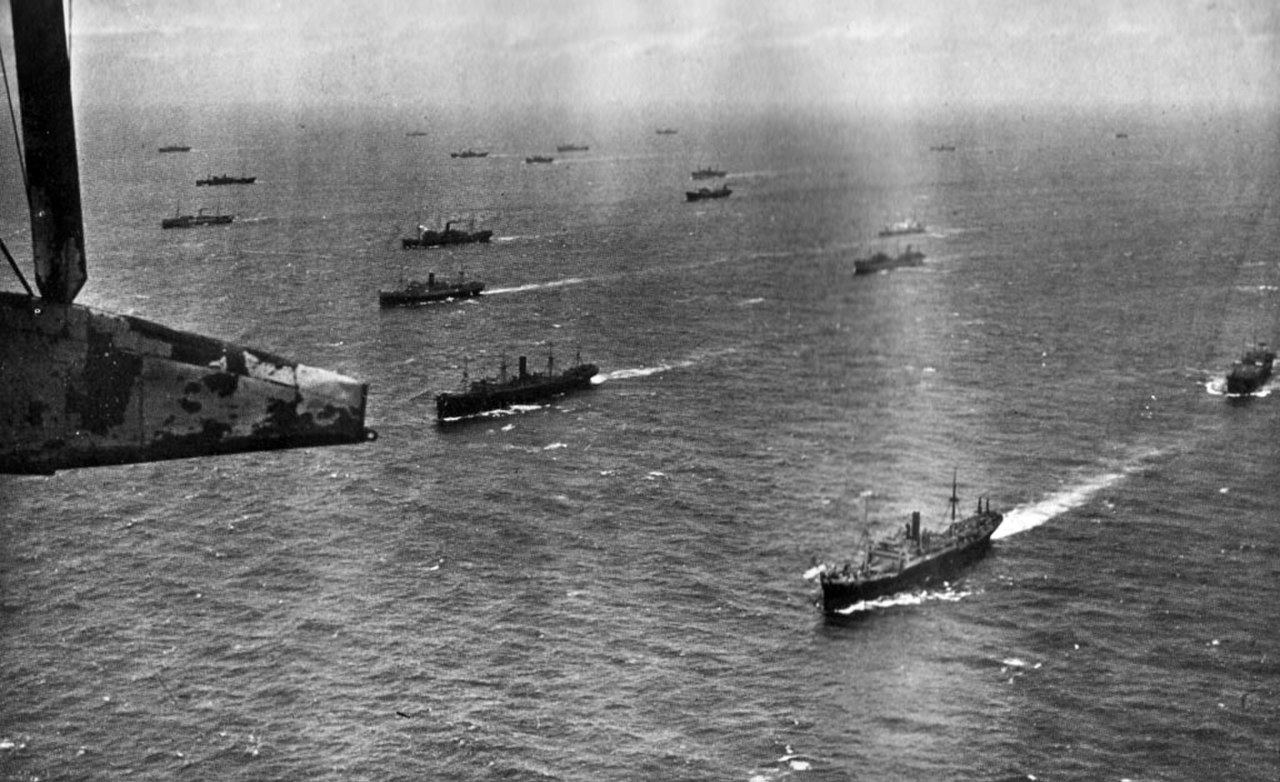
Comboi marítim del nord en ruta.

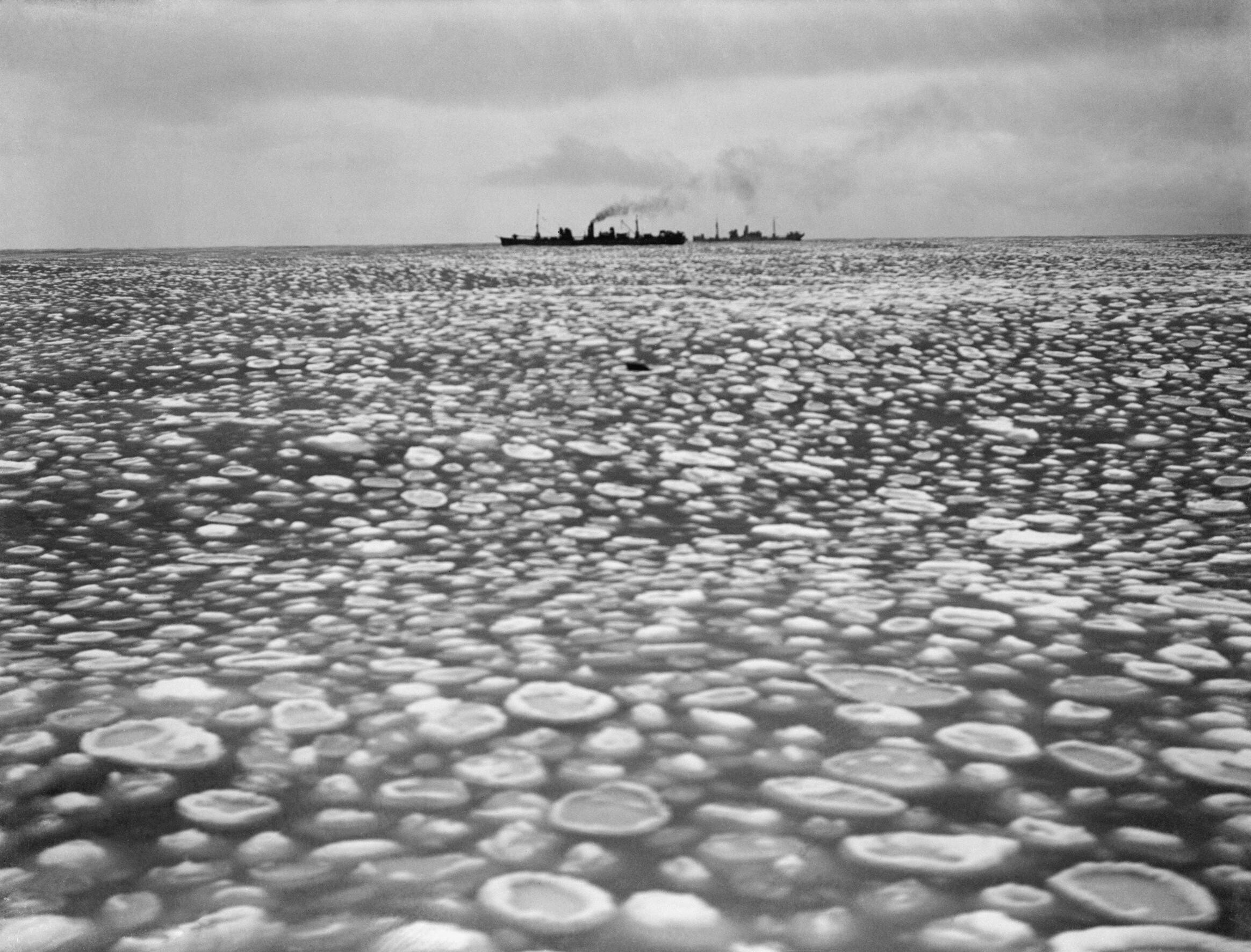
Els vaixells en servei de combois a l'Àrtic.

La càrrega incloïa tancs, avions de combat, combustible, municions, matèries primeres i .  Els primers combois, en particular, lliuraven vehicles blindats i Hawker Hurricanes per compensar l'escassetat a la Unió Soviètica. Els combois àrtics van causar canvis importants en les disposicions navals a tots dos bàndols, cosa que podria dir-se que va tenir un impacte important en el curs dels esdeveniments en altres teatres de guerra. Com a resultat dels primers atacs dels destructors contra els vaixells costaners alemanys i l'atac dels Comandos a Vågsøy, es va fer creure a Hitler que els britànics tenien la intenció d'envair Noruega de nou. Això, juntament amb la necessitat òbvia d'aturar els subministraments de combois que arribaven a la Unió Soviètica, va fer que ordenés que s'enviessin vaixells més pesants, especialment el cuirassat Tirpitz, a Noruega. La Cursa del Canal es va dur a terme en part per aquest motiu.
Com a "flota en existència", el Tirpitz i els altres vaixells principals alemanys van lligar recursos britànics que podrien haver estat millor utilitzats en altres llocs, per exemple, combatent els japonesos a l'oceà Índic. L'èxit del Gneisenau i el  Scharnhorst a l'operació Berlín a principis de 1941 havia demostrat l'amenaça potencial alemanya. A mesura que els aliats tancaven la bretxa aèria sobre l'Atlàntic Nord amb avions de molt llarg abast, el Huff-Duff (equip de triangulació de ràdio) va millorar, es va introduir el radar centimètric aerotransportat i els combois van rebre protecció de portaavions d'escorta, i va disminuir l'abast dels atacs contra el comerç.
A banda d'un intent fallit d'interceptar el PQ12 el març de 1942 i un atac a Spitsbergen el setembre de 1943, el Tirpitz va passar la major part de la Segona Guerra Mundial als fiords noruecs. Va ser aïllat i atacat repetidament fins que finalment va ser enfonsat al fiord de Tromsø el 12 de novembre 1944 per la Royal Air Force. Altres vaixells capitals de la Kriegsmarine o bé no van arribar mai a Noruega (per exemple, el Gneisenau ), bé van ser perseguits o bé van ser enfonsats per forces superiors (per exemple, el Scharnhorst ). En particular, l'atac fallit al comboi JW-51B (la batalla del Mar de Barents), on una forta força naval alemanya no va aconseguir derrotar una escorta britànica de creuers i destructors, va enfurismar Hitler i va provocar el canvi estratègic dels assaltants de superfície als submarins. Alguns vaixells capitals van ser desmantellats físicament i es va utilitzar armament en defenses costaneres.

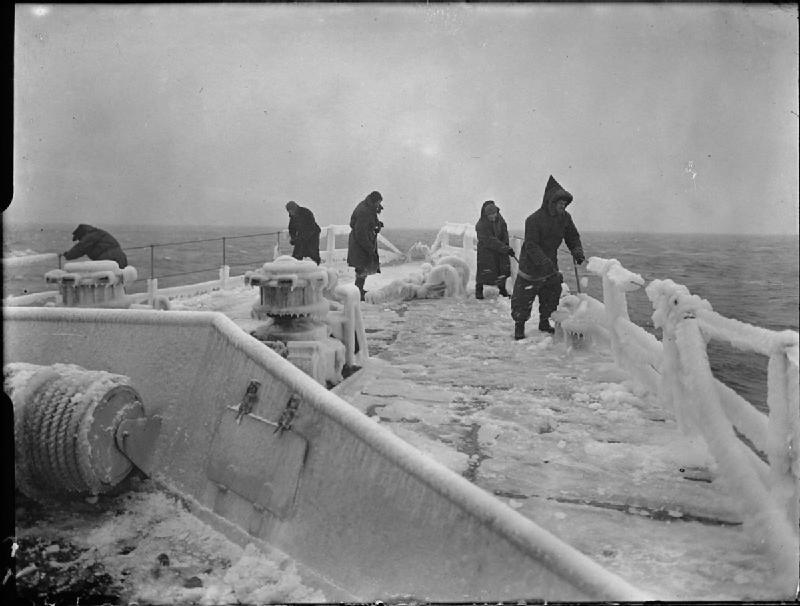
Membres de la tripulació netejant la proa congelada del HMS Inglefield.

Leningrad, sota el setge, va ser una de les destinacions importants dels subministraments dels combois. A partir del 1941, els subministraments d'aliments i municions van ser lliurats des dels combois britànics a Leningrad mitjançant trens, barcasses i camions. Els subministraments sovint van ser destruïts pels bombardejos aeris nazis i pel Destacament Naval K mentre anaven a Leningrad. No obstant això, els combois van continuar lliurant aliments el 1942, el 1943 i durant el 1944. Cap al final de la guerra, la importància material dels subministraments probablement no va ser tan gran com el valor simbòlic, d'aquí la continuació —a insistència de Stalin— d'aquests combois molt després que els soviètics haguessin girat l'ofensiva terrestre alemanya.
S'ha dit que el principal valor dels combois era polític, demostrant que els aliats estaven compromesos a ajudar la Unió Soviètica en un moment en què no podien obrir un segon front.

## Intel·ligència britànica
La intel·ligència ultrasonica obtinguda a partir del codi Enigma alemany que es va desxifrar a Bletchley Park va tenir un paper important en l'èxit final dels combois. Els documents alemanys relacionats amb la màquina de codificació Enigma van ser capturats durant les incursions de comando de l'operació Arqueria i l'operació Anklet (27 de desembre de 1941). Els documents van permetre als britànics llegir missatges a la màquina naval Enigma de les aigües nacionals utilitzada per vaixells de superfície i submarins a l'Àrtic (Heimisch, més tard xarxa Hydra; Dolphin per als britànics) durant la resta de la guerra. El gener de 1942 es van enviar reforços de bombarders de la Luftwaffe , torpediners i avions de reconeixement de llarg abast al nord de Noruega i es van establir noves organitzacions de comandament a Stavanger i Kirkenes, seguides pel Fliegerführer Lofoten, que va ser encarregat de la defensa de Noruega i les operacions ofensives contra els combois aliats. Els tres submarins a la zona es van augmentar a nou i es van distribuir sis més entre Bergen, Trondheim i Narvik per reconèixer i oposar-se als desembarcaments aliats. Al maig, tots els submarins van passar a estar sota el Comandament Àrtic i el 23 de maig, l'Almirall Scheer i el Prinz Eugen es van unir al Tirpitz a Trondheim, seguits de l'Almirall Hipper ; el 26 de maig, el Lützow havia arribat a Narvik.

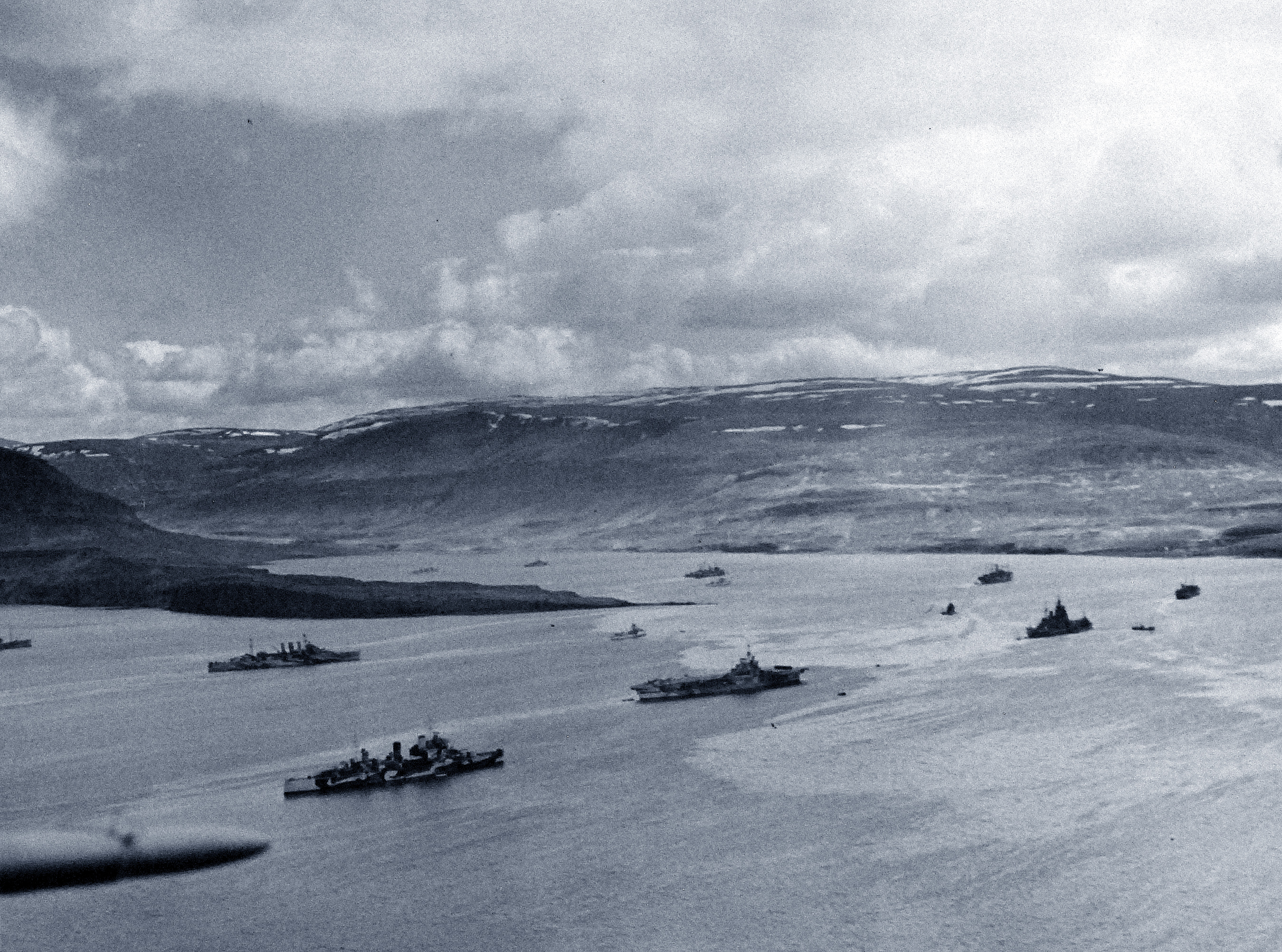
Escortes i vaixells mercants a Hvalfjord, Islàndia, abans de la sortida del comboi PQ 17, juny de 1942

Els britànics van llegir aquests moviments a partir d'intercepcions Ultra i anàlisi de trànsit de l'estació Y de la RAF a RAF Cheadle, que escoltava les comunicacions entre els avions de la Luftwaffe i les estacions terrestres. El reforç de la força de submarins a l'Àrtic a 12 al març i 21 a l'agost (més tard es va descobrir que el nombre real era 23) va ser seguit, juntament amb les ordres de transferència als grans vaixells alemanys, cosa que va conduir a l'emboscada del Prinz Eugen pel submarí HMS Trident davant de Trondheim el 23 de febrer. El Prinz Eugen va patir greus danys per un torpede i l'Almirallat va ser informat de l'impacte per una intercepció Enigma l'endemà. No sempre es va poder actuar sobre la informació perquè gran part es va obtenir amb poca antelació, però la intel·ligència va permetre a la Royal Navy preparar-se per a la batalla i es van poder proporcionar forces d'escorta adequades als combois. La intercepció i enfonsament del Scharnhorst pel HMS Duke of York va ser molt afavorida per les intercepcions ULTRA.

## Representacions literàries

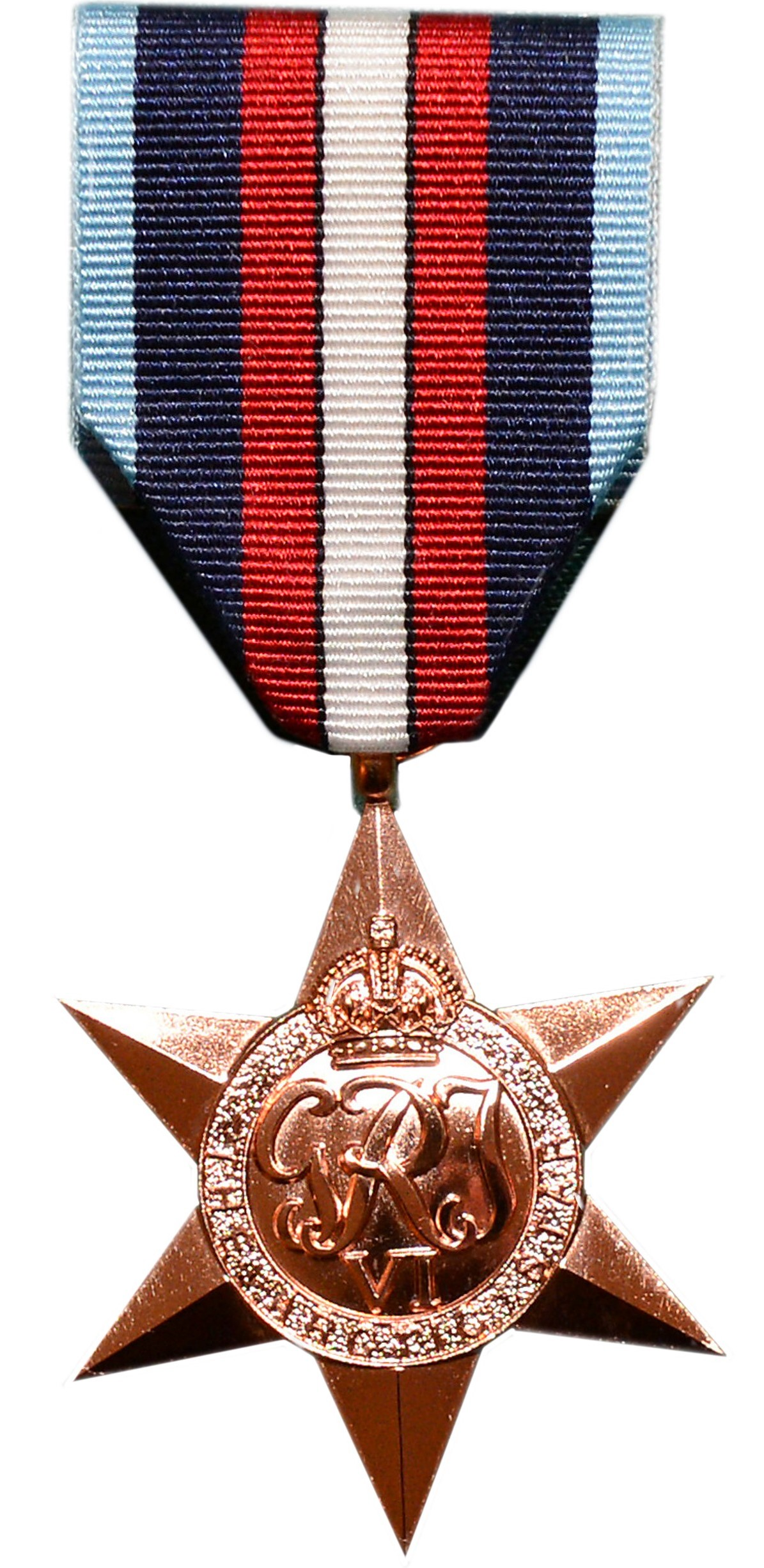
L'Estrella de l'Àrtic, creada el 2012 per a aquells que van servir als Combois de l'Àrtic

La novel·la "HMS Ulysses" de 1955, de l'escriptor escocès Alistair MacLean, i la novel·la "The Captain" de 1967, de l'autor neerlandès Jan de Hartog, estan ambientades durant els combois àrtics. Els dos llibres difereixen en estil, caracterització i filosofia (de Hartog era pacifista , cosa que no es pot dir de MacLean). Ambdues transmeten vívidament l'atmosfera combinada d'acció bel·ligerant extrema i naturalesa inhòspita, que porta els protagonistes al límit de la resistència i més enllà.
La novel·la de 1958 "The Midnight Sea" d'Ian Cameron (pseudònim de Donald G. Payne, que va ser pilot de la Royal Navy Fleet Air Arm durant els combois) està ambientada durant un comboi àrtic a bord del portaavions d'escorta fictici HMS Viper a finals de 1944.
El relat històric noruec de 1967 "One in Ten Had to Die" (Hver tiende mann måtte dø) de Per Hansson es basa en l'experiència del mariner noruec Leif Heimstad i altres membres de la flota mercant noruega durant la Segona Guerra Mundial.
La novel·la russa de 1973 "Requiem pel Comvoy PQ-17" (Реквием каравану PQ-17) de Valentin Pikul descriu la missió del Comboi PQ 17, reflectint la valentia i el coratge dels mariners ordinaris dels vaixells mercants i les seves escortes, que van assumir riscos mortals per proporcionar ajuda als aliats.

## Altres combois de subministrament
La ruta àrtica era la ruta més curta i directa per a l'ajuda en préstec i arrendament a l'URSS, tot i que també era la més perillosa. Unes 3.964.000 tones de mercaderies es van enviar per la ruta àrtica; el 7% es va perdre, mentre que el 93% va arribar sans i estalvis. Això va constituir aproximadament el 23% de l'ajuda total a l'URSS durant la guerra. El Corredor Persa va ser la ruta més llarga (i l'única ruta per a tot tipus de clima) cap a l'URSS, però no va estar completament operativa fins a mitjans de 1942. Posteriorment, va veure el pas de 4.160.000 tones de mercaderies, el 27% del total. La Ruta del Pacífic es va obrir a finals de l'estiu de 1941, però es va veure afectada per l'inici de les hostilitats entre el Japó i els Estats Units amb l'atac a Pearl Harbor. Després del desembre de 1941, només es podien utilitzar vaixells soviètics i, com que el Japó i l'URSS van observar una estricta neutralitat mútua, només es podien transportar mercaderies no militars. No obstant això, 8.244.000 tones de mercaderies van passar per aquesta ruta, el 50 per cent del total.
Una branca de la Ruta del Pacífic va començar a transportar mercaderies a través de l'Estret de Bering fins a la costa àrtica soviètica el juny de 1942. De juliol a setembre, petits combois soviètics es van reunir a la badia de Providence, Sibèria, per ser escortats cap al nord a través de l'Estret de Bering i cap a l'oest al llarg de la Ruta Marítima del Nord per trencaglaç i dragamines de la classe Admirable de préstec i arrendament. Un total de 452.393 tones van passar per l'Estret de Bering a bord de 120 vaixells. Part d'aquest tonatge del nord va ser combustible per als aeròdroms al llarg de la Ruta Aèria Alaska-Sibèria. Les provisions per als aeròdroms es van transferir a vaixells fluvials i barcasses als estuaris dels grans rius siberians. Els vaixells restants van continuar cap a l'oest i van ser les úniques càrregues marítimes que van arribar a Archangel, mentre que els combois dels JW van estar suspesos durant els estius de 1943 i 1944.

## Memorials

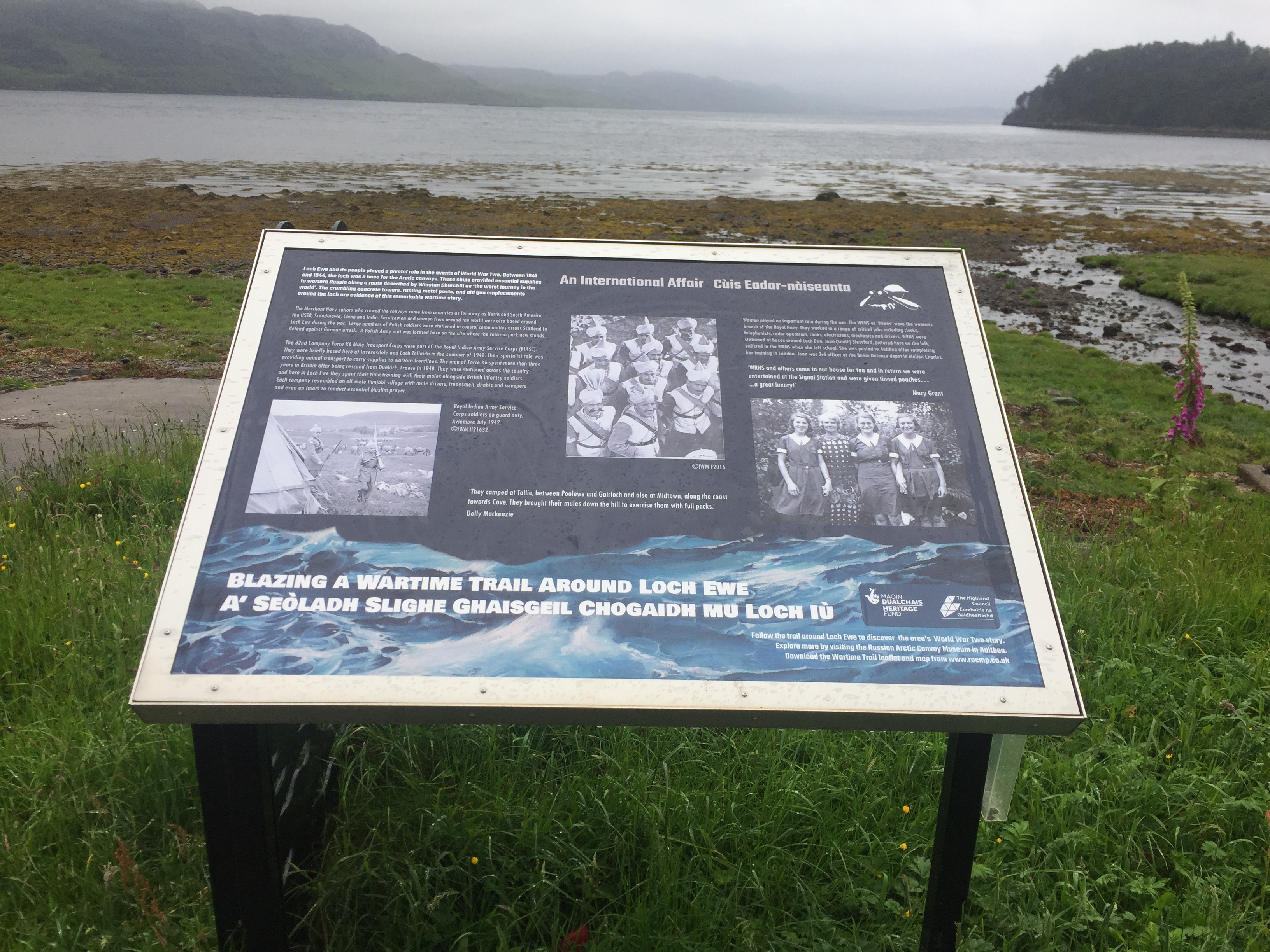
Placa del Comboi Àrtic de Poolewe

La ciutat de Poolewe, a la costa nord-oest d'Escòcia, va ser un port important en aquesta ruta. Avui dia hi ha diverses plaques que commemoren aquesta tasca. La Loch Ewe Brewing Company commemora els Combois de l'Àrtic amb una cervesa de marca especial anomenada Arctic Convoy IPA.